# 118769 Olivas
118769 Olivas è un asteroide della fascia principale. Scoperto nel 2000, presenta un'orbita caratterizzata da un semiasse maggiore pari a 2,7788091 au e da un'eccentricità di 0,0720913, inclinata di 5,47088° rispetto all'eclittica.